# Andrzej Mnichowski
Andrzej Mnichowski (ur. 31 lipca 1920 w Poznaniu, zm. we wrześniu 1975) – polski inżynier rolnictwa, poseł na Sejm PRL II kadencji.

## Życiorys
Uzyskał wykształcenie wyższe, z zawodu inżynier rolnictwa. Pracował na stanowisku dyrektora Stacji Hodowlano-Badawczej w Instytucie Hodowli i Aklimatyzacji Roślin. Należał do Polskiej Zjednoczonej Partii Robotniczej. W 1957 uzyskał mandat posła na Sejm PRL II kadencji z okręgu Leszno, w parlamencie pracował w Komisji Rolnictwa i Przemysłu Spożywczego.
W 1955 został odznaczony Medalem 10-lecia Polski Ludowej.
Pochowany na cmentarzu Miłostowo w Poznaniu.